# Покољ у Безијеу
Покољ у Безијеу део је Катарског крсташког рата. Први је већи окршај између катара и крсташа. Крсташи предвођени папским легатом Арнолдом Амалриком и Симоном од Монфора, ерлом Лестера. 

## Покољ
Дана 22. јула 1209. године крсташи стижу пред Безије. Град је бранио Ремон-Рожер. Када су стигли пред град Безије (22. јул) настао је проблем како разликовати Катаре од локалног католичког становништва. Папски легат је одговорио:
Све их побијте, а Бог ће своје препознати.
Постоје тврдње да је све ово измишљено и да су католици могли да напусте град. Међутим, они су сами одабрали да остану са својим суграђанима катарима и са њима поделе страдања. Целокупно становништво Безијеа немилосрдно је поклано. У граду се налазило више католика него катара. Погинуло је између 15 и 20.000 људи. Ремон-Рожер је утамничен и умро је у тамници од дизентерије следеће године. Симон од Монфора га је сахранио уз све почасти и преузео његове поседе. 